# Sarcoglottis fasciculata
Sarcoglottis fasciculata es una especie de orquídeas de hábito terrestre de la subfamilia Orchidoideae. Es originaria de Sudamérica.

## Distribución
Se encuentra en Brasil en Caatinga, Cerrado y Mata Atlántica y en Argentina en Misiones.

## Sinonimia
- Serapias fasciculata Vell., Fl. Flumin. 9: t. 53 (1831).
- Spiranthes fasciculata (Vell.) Cogn. in C.F.P.von Martius & auct. suc. (eds.), Fl. Bras. 3(4): 220 (1895).[1][2][3]